# 이시몬 (야구인)
이시몬(1983년 7월 14일 ~ )은 메이저 리그 전 시카고 컵스의 선수이다. 현재 라디오코리아에서 스포츠 해설자로 활동하고 있다.
2014년 머슬매니아 바디빌딩 대회 피트니스 모델 부문에서 1위를 차지하였다.